# Liste der Kulturdenkmale in Sankt Michaelisdonn
In der Liste der Kulturdenkmale in Sankt Michaelisdonn sind alle Kulturdenkmale der schleswig-holsteinischen Gemeinde Sankt Michaelisdonn (Kreis Dithmarschen) und ihrer Ortsteile aufgelistet (Stand: 10. März 2025).

## Legende
In den Spalten befinden sich folgende Informationen:
- Objekt-ID: die Nummer des Kulturdenkmales
- Lage: die Adresse des Kulturdenkmales und die geographischen Koordinaten. Kartenansicht, um Koordinaten zu setzen. In der Kartenansicht sind Kulturdenkmale ohne Koordinaten mit einem roten Marker dargestellt und können in der Karte gesetzt werden. Kulturdenkmale ohne Bild sind mit einem blauen Marker gekennzeichnet, Kulturdenkmale mit Bild mit einem grünen Marker.
- Offizielle Bezeichnung: Bezeichnung des Kulturdenkmales
- Beschreibung: die Beschreibung des Kulturdenkmales
- Bild: ein Bild des Kulturdenkmales

## Sachgesamtheiten
| Objekt-ID      | Lage                                        | Offizielle Bezeichnung | Beschreibung | Bild                             |
| -------------- | ------------------------------------------- | ---------------------- | --- | -------------------------------- |
| 40555 Wikidata | Westerstraße 43 (53° 59′ 1″ N, 9° 6′ 48″ O) | Kirche St. Michaelis   | Aktualisierung vorgesehen - Begründung: geschichtlich, künstlerisch, städtebaulich, Kulturlandschaft prägend - Schutzumfang: Kirche St. Michaelis mit Ausstattung, Glockenturm, Kirchhof, Grabmale bis 1870, Feldsteinwall, Lindenkranz | weitere Fotos \| Fotos hochladen |

## Bauliche Anlagen
| Objekt-ID     | Lage                                            | Offizielle Bezeichnung               | Beschreibung | Bild                             |
| ------------- | ----------------------------------------------- | ------------------------------------ | --- | -------------------------------- |
| 3108 Wikidata | Hoper Mühle (53° 59′ 22″ N, 9° 7′ 25″ O)        | Windmühle „Edda“                     | Alteintragung (Aktualisierung vorgesehen) - Begründung: Alteintragung (Aktualisierung vorgesehen) - Schutzumfang: Alteintragung (Aktualisierung vorgesehen) - Denkmaltyp: Bauliche Anlage | weitere Fotos \| Fotos hochladen |
| 8358          | Meldorfer Straße 2 (53° 59′ 44″ N, 9° 7′ 16″ O) | ehem. Schule                         | ehem. Schule; 1912–13, von I. Martens; freigestellter, zweigeschossiger Sichtziegelbau mit ziegelgedecktem Walmdach und traufseitig jeweils firsthohem Zwerchhaus, Eckrustika und Blendbogengliederung; seit 1979 Sitz der Freimaurerloge mit Museum - Begründung: geschichtlich, städtebaulich - Schutzumfang: gesamtes Äußeres, - Denkmaltyp: Bauliche Anlage | BW                               |
| 3677 Wikidata | Westerstraße 43 (53° 59′ 1″ N, 9° 6′ 49″ O)     | Kirche St. Michaelis mit Ausstattung | Alteintragung (Aktualisierung vorgesehen) - Begründung: geschichtlich, künstlerisch, städtebaulich - Schutzumfang: Kirche St. Michaelis mit Ausstattung, Glockenturm - Denkmaltyp: Bauliche Anlage, Sachgesamtheit: Kirche St. Michaelis | weitere Fotos \| Fotos hochladen |

## Gründenkmale
| Objekt-ID      | Lage                                        | Offizielle Bezeichnung | Beschreibung | Bild            |
| -------------- | ------------------------------------------- | ---------------------- | --- | --------------- |
| 19657 Wikidata | Westerstraße 43 (53° 59′ 1″ N, 9° 6′ 49″ O) | Kirchhof               | Alteintragung (Aktualisierung vorgesehen) - Begründung: geschichtlich, Kulturlandschaft prägend - Schutzumfang: Kirchhof, Grabmale bis 1870, Feldsteinwall, Lindenkranz - Denkmaltyp: Gründenkmal, Sachgesamtheit: Kirche St. Michaelis | Fotos hochladen |

## Quelle
- Liste der Kulturdenkmale in Schleswig-Holstein – Kreis Dithmarschen (PDF)

- Karte mit allen Koordinaten:
- OSM |
- WikiMap